# Zeilenfrequenz
Die Zeilenfrequenz oder auch Horizontalfrequenz gibt die Wiederholrate von Zeilen (horizontalen „Linien“) in einem Videosignal oder auf einem Anzeigegerät (z. B. Computermonitor) an. Sie errechnet sich aus den dargestellten Vollbildern pro Sekunde multipliziert mit der Zeilenanzahl eines Vollbildes. Hinzu kommt ggf. noch ein Overscan und die Austastlücke. Die Horizontalfrequenz wird üblicherweise in Kilohertz angegeben und häufig als HSync oder H.Frequenz abgekürzt.

## Berechnung

### Vollbildverfahren
Ein Vollbild entsteht mit jeder Bildübertragung entsprechend der Vertikalfrequenz (non-interlaced):
- Der Monitor besitzt die Eigenschaften von 1024 × 768 bei 60 Hz.
- Bildwiederholfrequenz × Zeilenanzahl = Zeilenfrequenz
- 60 Hz × 768 Zeilen = 46080 Hz

Dies entspricht 46,08 kHz Zeilenfrequenz. Die Zeilenzahl (in der Beispielberechnung 768) ist die Summe aus sichtbaren Zeilen und den Zeilen der vertikalen Austastlücke.

### Halbbildverfahren
Ein Vollbild entsteht erst aus der Übertragung von zwei Halbbildern entsprechend der Vertikalfrequenz (interlaced):
Am Beispiel PAL-Norm Fernseher mit 768 × 625 bei 50 Hz.
Somit stellt dieser Fernseher 25 Vollbilder pro Sekunde dar. Dieser Fernseher hat 49 Austastzeilen was als Verhältnis zu den 576 dargestellten Zeilen einer Austastzeit von etwas mehr als 8,5 Prozent bedeutet.
- (Bildwiederholfrequenz/2) × (Zeilenanzahl + Austastzeilen) = Zeilenfrequenz
- (50 Hz/2) × (576 + 49 Zeilen) = 15625 Hz
- Bildrate × Zeilenanzahl × Austastzeit (>8,5 %) = Horizontalfrequenz
- 25 Vollbilder/s × 576 vertikale Pixelanzahl × (1,0 + 0,0850694444)= 15625 Hz

Dies entspricht 15,625 kHz.
Der Grund ist, dass immer nur jede zweite Zeile pro Bildzyklus vom Elektronenstrahl wiedergegeben wird.
- 1. Hz = Zeile 1, 3, 5, …
- 2. Hz = Zeile 2, 4, 6, …

Dies wird gemacht, da das Bild damit 50 mal in einer Sekunde aufgebaut wird – wenn auch nur jede zweite Zeile im Wechsel. Somit ergibt sich für das Auge eine effektive Bildwiederholfrequenz von 50 (Halb-)Bildern je Sekunde, was den Eindruck des Flimmerns erheblich reduziert, ohne dass dafür eine höhere Zeilenfrequenz notwendig ist als bei 25 Vollbildern pro Sekunde.

## Begriffsklärung
Fall Vollbild:
(Vertikalfrequenz=Bildwiederholfrequenz=Bildwiederholrate=Halbbildfrequenz=Halbbilder pro Sekunde=FPS=Frames per Second=Bilder pro Sekunde=Vollbilder pro Sekunde=Vollbildfrequenz=Bildrate=Bildfrequenz)
Fall Halbbild:
(Vertikalfrequenz=Bildwiederholfrequenz=Bildwiederholrate=Halbbildfrequenz=Halbbilder pro Sekunde)
/2=
(FPS=Frames per Second=Bilder pro Sekunde=Vollbilder pro Sekunde=Vollbildfrequenz=Bildrate=Bildfrequenz)